# Palotabozsok
Palotabozsok is een plaats (község) en gemeente in het Hongaarse comitaat Baranya. Palotabozsok telt 1071 inwoners (2001).